# Pantera Sureña
Lidia Hortencia Rangel Ávalos (29 de dezembro de 1955) é uma lutadora profissional mexicana aposentada, mais conhecida sob o nome de ringue Pantera Sureña ("Pantera Sulista" em português). Ela também trabalhou como as lutadoras mascaradas La Galáctica, La Galáctica 2000, Lady Discovery e Lady Metal durante sua carreira. Ela começou sua carreira em 1969, a qual se estendeu até 2008, quando atuou em sua última partida.
Sob o nome Pantera Sureña, Lidia iniciou sua carreira como uma luchadora enmascarada, mas perdeu sua máscara para Lola González em 1977. Suas atuações como La Galáctica, La Galáctica 2000, Lady Discovery e Lady Metal ocorreram todas sob uma máscara, e só foi confirmado ser Rangel mais tarde em sua carreira. Em seus quase 40 anos de carreira, ela venceu o Campeonato Feminino do Distrito Federal, o Campeonato Mundial Feminino da UWA, e o Campeonato Nacional de Tag Team Feminino do México com Martha Villalobos, assim como o Campeonato Mundial de Singles da WWWA no Japão.

## Campeonatos e conquistas
- Consejo Mundial de Lucha Libre

- - Campeonato Feminino do Distrito Federal (1 vez)[2]
  - Campeonato Nacional de Tag Team Feminino do México (1 vez) – com Martha Villalobos[4][5][6]

- Universal Wrestling Association

- - Campeonato Mundial Feminino da UWA (1 vez)[3]

- All Japan Women's Pro-Wrestling

- - Campeonato Mundial de Singles da WWWA (1 vez)[7]

## Registro deluchas de apuestas
| Vencedora (aposta)                             | Perdedora (aposta)              | Local                       | Evento    | Data                   | Notas  |
| ---------------------------------------------- | ------------------------------- | --------------------------- | --------- | ---------------------- | ------ |
| Lola González (cabelo)                         | Pantera Sureña (máscara)        | Pachuca, Hidalgo            | N / D     | 1977                   | [ 1 ]  |
| Martha Villalobos (cabelo)                     | Pantera Sureña (cabelo)         | N / D                       | N / D     | N / D                  |        |
| Lady Apache (cabelo)                           | Pantera Sureña (cabelo)         | N / D                       | N / D     | N / D                  |        |
| Rossy Moreno (cabelo)                          | Pantera Sureña (cabelo)         | N / D                       | N / D     | N / D                  |        |
| Rossy Moreno (cabelo)                          | Pantera Sureña (cabelo)         | N / D                       | N / D     | N / D                  |        |
| Tânia (cabelo)                                 | Pantera Sureña (cabelo)         | N / D                       | N / D     | N / D                  |        |
| Estela Molina (cabelo)                         | Pantera Sureña (cabelo)         | Naucalpan, Estado do México | UWA Show  | 31 de março de 1979    |        |
| Vicky Williams (cabelo)                        | Pantera Sureña (cabelo)         | Naucalpan, Estado do México | UWA Show  | 4 de maio de 1980      |        |
| Pantera Sureña (cabelo)                        | Rossy Moreno (cabelo)           | Querétaro, Querétaro        | N / D     | 11 de janeiro de 1983  |        |
| La Galáctica (máscara)                         | Jaguar Yokota (cabelo)          | Kawasaki, Japão             | AJW show  | 7 de maio de 1983      | [ 8 ]  |
| Pantera Sureña (cabelo)                        | Tânia (cabelo)                  | Cidade do México            | CMLL Show | 18 de março de 1988    | [ 9 ]  |
| Pantera Sureña (cabelo)                        | Karla Ivonne (cabelo)           | Cidade do México            | CMLL Show | 27 de março de 1988    | ref    |
| Lola González (cabelo)                         | Pantera Sureña (cabelo)         | Cidade do México            | CMLL Show | 9 de dezembro de 1988  | [ 10 ] |
| Zuleyma (cabelo)                               | Pantera Sureña (cabelo)         | Cidade do México            | CMLL Show | 3 de março de 1991     | [ 11 ] |
| Las Nasty Girls (Cabelo) (La Briosa e Neftaly) | Pantera Sureña e Wendy (cabelo) | Cidade do México            | N / D     | 12 de novembro de 1993 | [ 12 ] |
| Lady Discovery (máscara)                       | Princesa Guerrera (máscara)     | N / D                       | AAA Show  | 19 de março de 1999    | [ a ]  |